# 巴拉纳廷加
巴拉纳廷加是巴西马托格罗索州的一个市镇。总面积24177.568平方公里，总人口20074人，人口密度0.8人/平方公里。